# Pio Spaccamela
Pio Spaccamela (Arpino, 1849 – Roma, 11 dicembre 1928) è stato un militare italiano, decorato di medaglia d'oro al valor militare.

## Biografia
Pio Spaccamela nel 1885 partecipò alla prima spedizione italiana in Africa orientale, in qualità di capitano del genio. In quell'occasione fu incaricato di definire il tracciato per la costruzione della ferrovia Massaua-Saati.
Negli stessi anni su suo progetto furono realizzate delle costruzioni metalliche modulari prefabbricate e trasportabili, i cosiddetti fortini Spaccamela, concepiti per fortificare alla bisogna postazioni alle frontiere alpine dell'Italia. I fortini Spaccamela però trovarono il loro unico impiego bellico durante la spedizione africana del generale di San Marzano (1888), dove il clima tropicale li rese pressoché inutilizzabili.
Nel 1891, quando la polveriera di Vigna Pia presso Roma prese fuoco tentò di evitarne l'esplosione. Impossibilitato a domare le fiamme fece evacuare la zona, riuscendo a ridurre il numero delle vittime ma rimanendo gravemente ferito al capo. In seguito a quest'episodio Spaccamela fu decorato di medaglia d'oro al valor militare.
Fu nominato maggior generale nel 1908 e ispettore generale dell'arma del genio nel 1910.